# ویتالیک بوترین
ویتالی دیمیتریویچ ویتالیک بوترین (به انگلیسی: Vitaly Dmitriyevich "Vitalik" Buterin) (به روسی: Виталий Дмитриевич Бутерин) شناخته‌شده با نام ویتالیک بوترین (به انگلیسی: Vitalik Buterin)، هم بنیان‌گذار و هم خالق اتریوم که در نوزده سالگی در اواخر سال ۲۰۱۳ آن را معرفی نمود.
ویتالیک بوترین یک نویسنده و برنامه‌نویس روسی-کانادایی است. ویتالیک از سال ۲۰۱۱ وارد انجمن بیت‌کوین شده‌است، و یکی از بنیان‌گذاران و نویسندگان مقالات در مجلهٔ بیت‌کوین است. اما او در درجه اول به‌عنوان یک نابغهٔ جوان در اتریوم، دومین پلتفرم رمزارز ارزشمند و شناخته‌شدهٔ جهان بعد از بیت‌کوین، شناخته می‌شود. در زمان نگارش، پروژهٔ نظری او دارای ارزش بازار را با بیش از ۴۰۰ میلیارد دلار به‌دست آورده بود و همچنان در حال رشد است.
بوترین دربارهٔ ایدهٔ امور مالی غیرمتمرکز در رابطه با اتریوم اظهار داشته از زمانی که شخصیت قابل بازی او در بازی دنیای وارکرفت به‌ویژه پس از انتشار پچ ۳٫۱٫۰ ارزش خودش را از دست داد، به‌دنبال ایجاد یک سازوکار مالی غیرمتمرکز بوده‌است، وی ادامه می‌دهد که؛ «من با خوشحالی فراوان بازی دنیای وارکرفت را در طول سال‌های ۲۰۰۷ تا ۲۰۱۰ بازی می‌کردم، اما یک روز، بلیزارد انترتینمنت (مالک و ناشر بازی دنیای وارکرفت) مولفهٔ آسیب را از طلسم بازیکن مورد علاقهٔ من حذف کرد، آن‌قدر گریه کردم تا خوابم برد و در آن روز بود که متوجه شدم سازوکار خدمات متمرکز چه فجایعی می‌تواند به همراه داشته باشد و به همین جهت، در اولین فرصت تصمیم به کناره‌گیری از این بازی گرفتم.»

## دوران کودکی
ویتالیک در ۳۱ ژانویه ۱۹۹۴ در شهر کلومنا، در یکی از مناطق مسکو، روسیه متولد شد. وی تا سن ۶ سالگی در روسیه زندگی می‌کرد که والدینش به‌دنبال یافتن فرصت‌های شغلی بهتر تصمیم به مهاجرت به کانادا گرفتند.
هنگامی که او در کلاس سوم مدرسه ابتدایی کانادا بود، در برنامه‌ای برای تیزهوشان قرار گرفت. و درحالی‌که وارد شدن به این برنامه به‌معنای فرصت‌های یادگیری بیش‌تر بود، او اساساً با دوستانش تفاوت بسیاری داشت. درحالی‌که در برنامه بود، ویتالیک به‌سرعت فهمید که مجموعه مهارت‌ها و استعدادهای خاص او باعث شده تا او نسبت به هم‌سالان و حتی معلمانش کمی متفاوت باشد. او به‌طور طبیعی مستعد ریاضیات و برنامه‌نویسی بود، علاقه اولیه و شدیدی به اقتصاد داشت و می‌توانست اعداد سه رقمی را در ذهن خود دو برابر سریع‌تر از یک انسان معمولی هم‌سن خود حفظ کند.
بوترین در مجامع اجتماعی و رویدادهای خارج از برنامه غریبه بود. همان‌طور که او به خاطر می‌آورد، افراد زیادی به‌عنوان یک نابغهٔ ریاضی دربارهٔ او صحبت می‌کردند. در آن زمان، ویتالیک کم‌کم به این فکر افتاد که چرا نمی‌تواند مانند یک فرد عادی با میانگین ۷۵ درصد درست مثل دیگران باشد.
برخی ممکن است بگویند ویتالیک با داشتن ذهن فوق‌العاده و استعدادهای باورنکردنی از هم‌سالانش جدا می‌ماند و اوقات سختی را در یک کشور با فرهنگ جدید می‌گذراند. در نتیجه، او عمیقاً در فرایند یادگیری و همچنین اینترنت غوطه‌ور شد، و بیش‌تر روابط حرفه‌ای و شخصی خود را در آن زمان ایجاد کرد.
وی سپس چهار سال را در مدرسه آبرالد ، یک دبیرستان خصوصی در تورنتو گذراند. ویتالیک آن دوره از زندگی‌اش را به‌عنوان جالب‌ترین و پربارترین سال‌های زندگی خود توصیف می‌کند. مدرسه درک نگرش او از تحصیلات را تغییر داد، و نگرش او تقریباً بلافاصله پس از شروع تحصیل در آن‌جا به‌شدت تغییر کرد. در آبرالد بود که او علاقه به یادگیری تجارت را در وجودش گسترش داد، و اساساً یادگیری را هدف اصلی خود در زندگی قرار داد.

## زندگی دانشجویی
شاید جستجوی او برای کشف یک اشتیاق جدید در زندگی بود که باعث شد ویتالیک وارد دنیای رمزارز شود. او برای اولین بار از پدرش دربارهٔ بیت‌کوین شنید، که خودش در سال ۲۰۱۳ استارتاپ نرم‌افزاری راه‌اندازی کرده بود. او بلافاصله وارد آن نشد. علاوه بر این، در ابتدا فکر می‌کرد که رمزارز موفق نخواهد شد، زیرا هیچ ارزش ذاتی ندارد. با این حال، بعداً او در این مورد چند بار دیگر هم چیزهایی شنید و کم‌کم به آن علاقه‌مند شد. همان‌طور که خودش گفته، اگر در مورد چیزی دو بار بشنوید، شاید ایده خوبی باشد که مقداری وقت برای کسب اطلاعات بیش‌تر در مورد آن بگذارید. در همان زمان، ویتالیک همهٔ چیزهای مربوط به مقررات دولتی یا کنترل شرکت‌ها را افتضاح می‌دید. طبیعتاً ماهیت غیرمتمرکز و غیرقابل کنترل بیت‌کوین علاقه او را به خود جلب کرد. حتی از آن زمان که سیاست او در مورد خوب و بد به‌روز شده‌است، ویتالیک هنوز هم بر اعتقاد خود مبنی بر این‌که قدرتمندان قدرت بیش از حدی در دست دارند استوار است.
بوترین وقت خود را در انجمن‌های مختلف مربوط به بیت‌کوین و تحقیق در این شبکه صرف می‌کرد. در آغاز، صرفاً عنصر رمزارز شبکه بود که توجه او را به خود جلب کرد، اما هر چه بیش‌تر درگیر آن می‌شد، درک بیش‌تری از پتانسیل تقریباً نامحدود فناوری پشت بیت‌کوین کسب می‌کرد.
او می‌خواست با دستیابی به توکن‌ها، به‌طور رسمی به این اقتصاد جدید و تجربی بپیوندد، اما او نه قدرت محاسباتی برای ماین کردن آن‌ها و نه پول نقد برای خرید بیت‌کوین داشت؛ بنابراین، به جستجوی کار در بیت‌کوین در بخش‌های مختلف پرداخت و سرانجام شروع به نوشتن مقاله برای یک وبلاگ کرد که از این طریق وی حدود ۵ بیت‌کوین برای هر مقاله به دست آورد.
ویتالیک از طریق کار و مقاله‌های خود سعی در درک و تجربه بیش‌تر بیت‌کوین و همچنین قرار گرفتن در معرض دید جامعه داشت. در همان زمان، او به دنبال جنبه‌های مختلف اقتصادی، تکنولوژیکی و سیاسی رمزارز بود. مقالات وی توجه میهای آلیسی، یک فرد رومانیایی علاقه‌مند به بیت‌کوین را به خود جلب کرد، که منجر به همکاری این دو با یکدیگر و سرانجام، در اواخر سال ۲۰۱۱، تأسیس مجله بیت‌کوین شد. بوترین درحالی‌که یک کار نیمه‌وقت دیگر را به‌عنوان دستیار تحقیق برای کریپتوگرافر یان گلدبرگ انجام می‌داد، وظیفه نویسندگی اصلی این مجله را نیز به‌عهده گرفت. علاوه بر این، ویتالیک همزمان ۵ دوره پیشرفته را در دانشگاه واترلو گذراند.
در ماه مه ۲۰۱۳، وی برای شرکت در یک کنفرانس مربوط به بیت‌کوین به‌عنوان نماینده مجله بیت‌کوین، به سان خوزه کالیفرنیا سفر کرد. این نخستین باری بود که بوترین شاهد این بود که جامعهٔ اطراف ارز دیجیتال زنده و واقعی است، و این امر او را متقاعد کرد که ورود به این پروژه‌ها واقعاً ارزش دارد. بعداً در همان سال، ویتالیک دانشگاه را کنار گذاشت و برخی از بیت‌کوین‌های خود را برای سفر به سراسر جهان و دیدار با افرادی که در تلاش بودند تا قابلیت‌های شبکه بیت‌کوین را گسترش دهند و آن را به یک نسخه بزرگ‌تر و پرتوان‌تر تبدیل کنند، خرج کرد.
وی در طی سفرهای خود، بسیاری از پروژه‌های مرتبط با بیت‌کوین را مشاهده کرد، از مغازه‌های کوچک در نیوهمپشایر و رستوران‌های برلین که بیت‌کوین را می‌پذیرند، تا دستگاه‌های خودپرداز بیت‌کوین و جوامع کوچک مختلف در سراسر جهان. با این حال، همهٔ این‌ها بیش‌تر در تلاش برای چگونگی بهبود و ارتقاء عملکرد بیت‌کوین به‌عنوان پول بودند.
در اکتبر ۲۰۱۳، وی به اسرائیل رفت و در آن‌جا با افراد در پشت پروژه‌هایی به نام‌های کاورت‌کوین (CovertCoins) و مسترکوین (MasterCoin) دیدار کرد. این پروژه‌ها به بررسی استفاده از بلاکچین برای قراردادهای مالی و غیره می‌پرداختند و توکن‌هایی فرای بیت‌کوین ایجاد می‌کردند. با این‌که هنوز از بلاکچین اساسی بیت‌کوین استفاده می‌کردند، معاملات جدیدی را به معاملات بیت‌کوین اختصاص می‌دادند.
ویتالیک پس از مشاهده پروتکل‌هایی که از این پروژه‌ها استفاده می‌کردند، فهمید که می‌توان کلیه پروتکل‌ها را با جایگزین کردن تمام عملکردهای آن‌ها با یک زبان برنامه‌نویسی کامل تورینگ، عمومی کرد. در علم کامپیوتر، زبان برنامه‌نویسی تورینگ کامل چیزی است که یک کامپیوتر را قادر می‌سازد با توجه به الگوریتم مناسب و مقادیر لازم از زمان و حافظه، هرگونه مشکل خاصی را حل کند. در ابتدا، او ایده خود را به پروژه‌های موجود ارائه داد، اما همه به او گفتند که اگرچه ایده جالبی است، اما هنوز زمان مناسبی برای اجرای چنین موارد بزرگی نیست؛ بنابراین، او تصمیم گرفت این کار را خودش انجام دهد.

## اتریوم
در اواخر سال ۲۰۱۳، ویتالیک بوترین ایده خود را در اوراق سفید توصیف کرد و برای تعدادی از دوستانش ارسال کرد. بعد از آن، حدود ۳۰ نفر برای گفتگو دربارهٔ مفهوم ایده به ویتالیک مراجعه کردند. او منتظر بررسی‌های انتقادی و اشارهٔ مردم به اشتبا‌ه‌های مهم در این مفهوم بود، اما هرگز این اتفاق نیفتاد.
حتی در آن زمان، مفهوم اتریوم هنوز هم بیش‌تر در مورد ارز بود. در طول جلسات و گفتگوها با مردم، این ایده تغییر کرد و شکل گرفت. هنگامی که زبان برنامه‌نویسی را دریافت می‌کردند، هر هفته روش‌های جدیدی برای استفاده از آن ارائه می‌دادند. در پایان ژانویه سال ۲۰۱۴، این تیم متوجه شد که ایجاد یک حافظهٔ کمکی برای فایل غیرمتمرکز نسبتاً آسان است و مفاهیمی همچون رجیستری نام فقط با دو خط کد قابل اجرا هستند. با استفاده از این موارد، آن‌ها به آرامی ایده ویتالیک را تغییر دادند و به تدریج آن را به وضعیت امروزهٔ آتریوم تبدیل کردند.
این پروژه در ژانویه سال ۲۰۱۴ به‌طور عمومی اعلام شد و تیم اصلی متشکل از ویتالیک بوتین، میهای آلیزی، آنتونی دی لوریو، چارلز هاسکینسون، جو لوبین و گاوین وود بود. بوترین همچنین آتریوم را در یک کنفرانس بیت کوین در میامی به نمایش درآورد و فقط چند ماه بعد این تیم تصمیم گرفت تا یک فروش جمعی اتر (Ether)، نشانه اصلی شبکه را برای سرمایه‌گذاری بر روی این برنامه برگزار کند. در همین زمان، خود ویتالیک مبلغ صد هزار دلار کمک مالی از تیل فلوشیپ (Thiel Fellowship) دریافت کرد.
از طریق فروش جمعی، که در طی آن اتر برای بیت‌کوین‌ها فروخته شد، این تیم بیش از ۳۱۰۰۰ BTC از جامعه ارز دیجیتال کریپتوکارنسی جمع‌آوری کرد که در آن زمان حدود ۱۸ میلیون دلار بود. با این حال، در طول فروش جمعی، بیت کوین در حدود ۶۵۰ دلار معامله می‌شد، اما خیلی زود پس از افت قیمت آن، تیم مجبور شد با ضرر کاملاً غیرقابل اجتناب میلیون‌ها دلار روبه‌رو شود. با این حال، با جمع‌آوری پول، تیم آتریوم بنیاد آتریوم، یک سازمان غیرانتفاعی مستقر در سوئیس را تأسیس کرد، که وظیفه نظارت بر توسعه نرم‌افزار اپن سورس آتریوم را بر عهده داشت.
علی‌رغم برخی آشفتگی‌ها، کمپین سرمایه‌گذاری جمعی آتریوم سومین کمپین موفقیت‌آمیز تا به امروز بود و در بسیاری از نشریات مهم مالی، از جمله وال استریت ژورنال جایگاهی را به دست آورد.
قبل از راه‌اندازی رسمی شبکه، بنیاد چندین نمونه اولیه کدگذاری‌شده از پلتفرم آتریوم را تولید و آزمایش کرد. نسخه ای به نام «المپیک» آخرین نسخه از این نمونه‌های اولیه و همچنین پیش نسخهٔ عمومی بتا بود. هنگامی که تیم آتریوم تصمیم گرفت ۲۵ هزار اتر باگ بانتی (bug bounty) را برای آزمایش فشار روانی شبکه معرفی کند تعداد زیادی از کاربران اولیه، باگ‌ها و خطاهای سیستم را کشف کردند.
در تاریخ ۳۰ ژوئیه ۲۰۱۵، اولین نسخه عمومی آتریوم با نام فرانتیر(Frontier) در دست‌رس عموم قرار گرفت. این نسخه هنوز در مرحلهٔ آزمایشی بود، زیرا در قالب فرمت‌های ساده فقط با یک خط فرمان قرار داشت، اما هنوز هم به توسعه‌دهندگان این امکان را می‌داد تا با ساختن برنامه‌های غیرمتمرکز، محیط را آزمایش کنند. هنگامی که این پلتفرم از طرف توسعه‌دهندگان و حساب‌رسان به اندازه کافی پایدار تلقی شد، به نسخه خانه‌ای (Homestead) منتقل شد.
این انتقال در ۱۴ مارس ۲۰۱۶ اتفاق افتاد، هنگامی که شبکه آتریوم اولین نسخه رسمی تولید خود را مشاهده کرد. ورود آن به نسل بعدی فناوری بلاکچین آغاز شد، این امر آزادی بیش‌تری به توسعه‌دهندگان داد و استفاده از آن به‌طور قابل توجهی آسان‌تر شده بود. همچنین پیشرفت‌های فنی بی‌شماری در این حین رخ داد.
تا آن زمان، آتریوم از قبل خود را در بازار ارز دیجیتال خیلی خوب معرفی کرده بود. به‌عنوان مثال، تعداد گره‌های فعال آتریوم در حدود ۵٬۱۰۰ بود که به ویژه در مقایسه با ۶۰۰۰ گره بیت‌کوین در آن زمان قابل توجه است. علاوه بر این، تعداد فزاینده‌ای از مبادلات اصلی ارز دیجیتال در اتر شروع به تجارت کردند که خود باعث افزایش سریع ارزش‌گذاری شد. با وجود انتشار اولین تولید، شرکت‌های عظیمی مانند مایکروسافت و آی‌بی‌ام قبلاً پروژه‌هایی را روی پلتفرم آتریوم انجام داده بودند و همچنین به ویتالیک و تیمش مستقیماً برای همکاری نزدیک شدند.
به روزرسانی بزرگ بعدی با نام متروپلیس (Metropolis) در دو بخش ارائه می‌شود. بخش اول آن، به نام بیزانتیوم (Byzantium) قرار بود در سپتامبر تا اکتبر ۲۰۱۷ منتشر شود، اما چندین بار به تعویق افتاده‌است. این به‌روزرسانی برای ایجاد یک شبکه کاملاً کاربر پسند و همچنین سریع‌تر، سبک‌تر و ایمن‌تر از نسخه‌های قبلی است. سرانجام، مرحله نهایی آتریوم با نام سرنیتی (Serenity) معرفی می‌شود، اما هنوز حتی یک تاریخ تقریبی برای انتشار آن تعیین نشده‌است.

## جوایز و تقدیرها
- دکترای افتخاری از دانشگاه بازل، ۲۰۱۸
- جایزه جهانی فناوری (World Technology Award) در بخش نرم‌افزارهای فناوری اطلاعات، ۲۰۱۴
- تایم ۱۰۰، ۲۰۲۱

## کتاب‌ها
- Vitalik Buterin. Proof of Stake: The Making of Ethereum and the Philosophy of Blockchains. — Seven Stories Press, 2022. — С. ۳۸۴. — ISBN 978-1-64421-248-6.